# Erwin Bauer
Erwin Bauer (n. 17 iulie 1912, Stuttgart, Imperiul German – d. 3 iunie 1958, Köln, RFG) a fost un pilot de Formula 1. De-a lungul carierei a luat startul în 1 cursă, niciuna din pole-position. Nu a câștigat nicio cursă și nu a terminat niciodată pe podium, acumulând 0 puncte în întreaga activitate ca pilot de Formula 1.